# 비현실감
비현실감(Derealization)은 외부 세계의 지각의 변화로 인해 세상이 비현실적이거나, 동떨어지거나 왜곡되거나 불만족스럽게 느껴지는 것이다. 다른 증상으로는 마치 자신의 환경에 자연스러움, 감정적 색채, 깊이가 없는 것처럼 느끼는 것이 있다. 이것은 심각한 스트레스의 순간 순간에서 나타날 수 있는 해리적 증상이다.
비현실감은 한 사람의 세상 바깥의 지각에 속하는 주관적인 경험인 반면, 이인증은 한 사람의 육체적, 정신적 프로세스를 통한 해리적 특징을 보이는 관련 증상이다. 이 둘은 다른 한 쪽과 결합되어 경험되기도 하지만 독립적으로 발생하기도 하는 것으로 알려져 있다.
만성적인 비현실감은 매우 희귀하며, 후두엽-측두엽 오기능에 의해 발생할 수 있다.

## 같이 보기
- 의식의 혼탁
- 공 (불교)
- 외상 후 스트레스 장애
- 해리성 장애
- 해리성 둔주
- 실재
- 신플라톤주의